# Heinrich Wilhelm Olbers
Heinrich Wilhelm Olbers (Arbergen, 11. listopada 1758. – Bremen, 2. ožujka 1840.), njemački liječnik i astronom amater. Istraživao je kometske putanje i 1779. otkrio metodu proračuna parametara kometske putanje na temelju promatranja, u djelu je koristio podatke zabilježene za 87 kometa. Otkrio planetoide Pallas 1802. i Vestu 1807., te 6 kometa. Shvatio je da su kometski repovi jako razrijeđeni i da Sunce na neki način otklanja kometske repove u smjeru od svog središta. Godine 1826. upozorio je na paradoks, prozvan njegovim imenom, prema kojemu nije jasno zašto noćno nebo nije jednoliko sjajno, ako je svemir beskonačan, a zvijezde posvuda jednoliko raspoređene. Po njemu su nazvani krateri na Mjesecu i Vesti (Olbers), periodični komet 13P/Olbers i planetoid 1002 Olbersia.

## Životopis
Heinrich Wilhelm Olbers se rodio u mjestu Arbergen, koji je danas predgrađe Bremena. Nakon što je završio školovanje 1780., započeo je rad kao liječnik u Bremenu. Po noći je stalno obavljao astronomska osmatranja i preuredio je gornji dio svoga doma u zvjezdarnicu. 28. ožujka 1802. otkrio je planetoid 2 Pallas, a pet godina kasnije, 29. ožujka 1807. i planetoid 4 Vesta, kojemu je ime dao ustvari Carl Friedrich Gauss. Kako u to vrijeme nije postojao pojam planetoid ili asteroid, nazvao ga je patuljasti planet. Olbers je pretpostavio da je asteroidni pojas nastao od planeta, kojeg je nazvao Faeton, koji je bio uništen. Današnje mišljenje većine znanstvenika je da jaka plimna sila Jupitera nije dozvolila stvaranje planeta u tom području. 6. ožujka 1815. Obers je otkrio i povremeni komet, koji je kasnije nazvan prema njemu (13P/Olbers). 

### Olbersov paradoks
Olbersov paradoks je paradoks tamnoga noćnog neba, koji je 1826. objasnio Olbers. Olbers je pretpostavio da je svemir nepromjenljiv, statičan i jednoliko ispunjen zvijezdama čiji se broj povećava s udaljenošću. Stoga bi se gdje god pogledamo morala nalaziti neka zvijezda i nebo bi moralo biti blještavo, ali noćno je nebo ipak tamno. Međutim, svemir nije niti nepromjenljiv, niti statičan, niti jednoliko ispunjen zvijezdama, već su zvijezde grupirane u galaktike između kojih se nalazi ogroman prazan prostor. Paradoks je riješen kada je, osim navedenoga, otkriveno širenje svemira i crveni pomak (količina primljene svjetlosti ionako se smanjuje s kvadratom udaljenosti, a zbog udaljavanja objekata koji zrače i njihova crvenoga pomaka svjetlost koju zrače još više gubi energiju i prelazi iz vidljivoga u mikrovalno područje (radio zračenje), pa je stoga noćno nebo tamno, a ne osvijetljeno).